# Banham Zoo

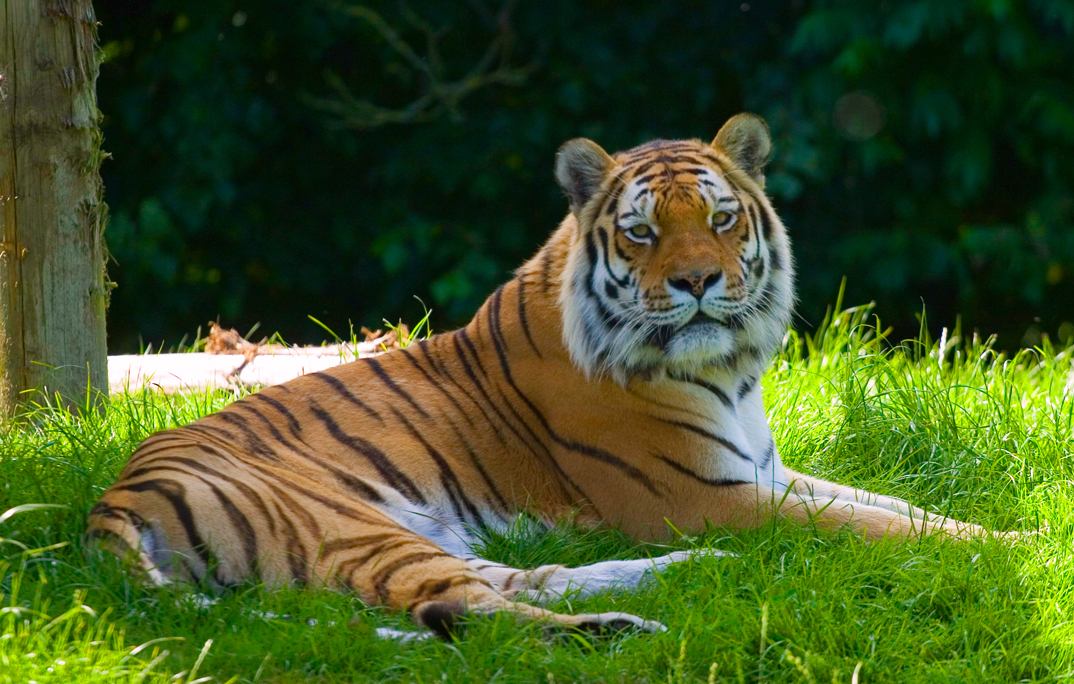
Siberische tijger

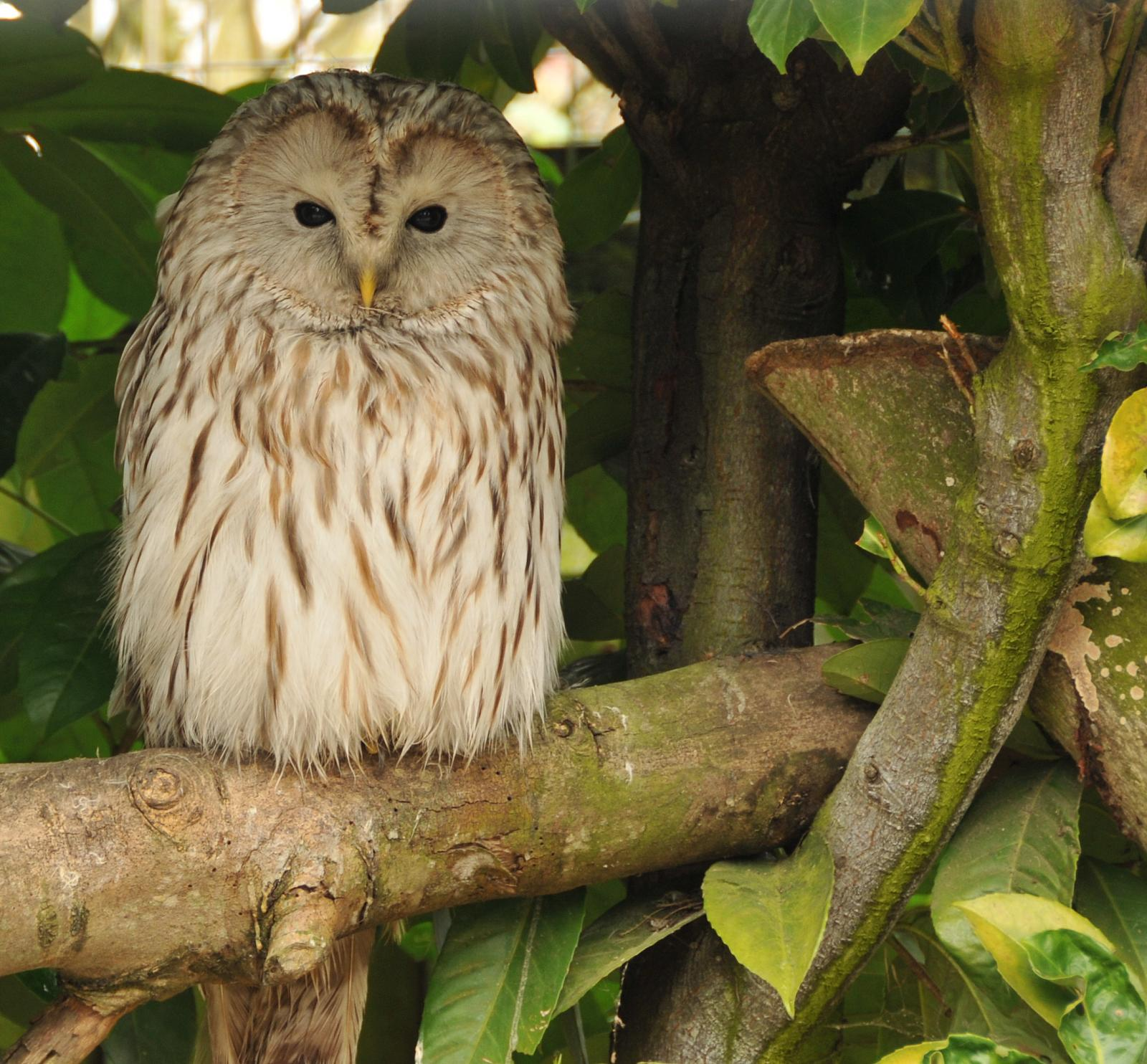
Oeraluil

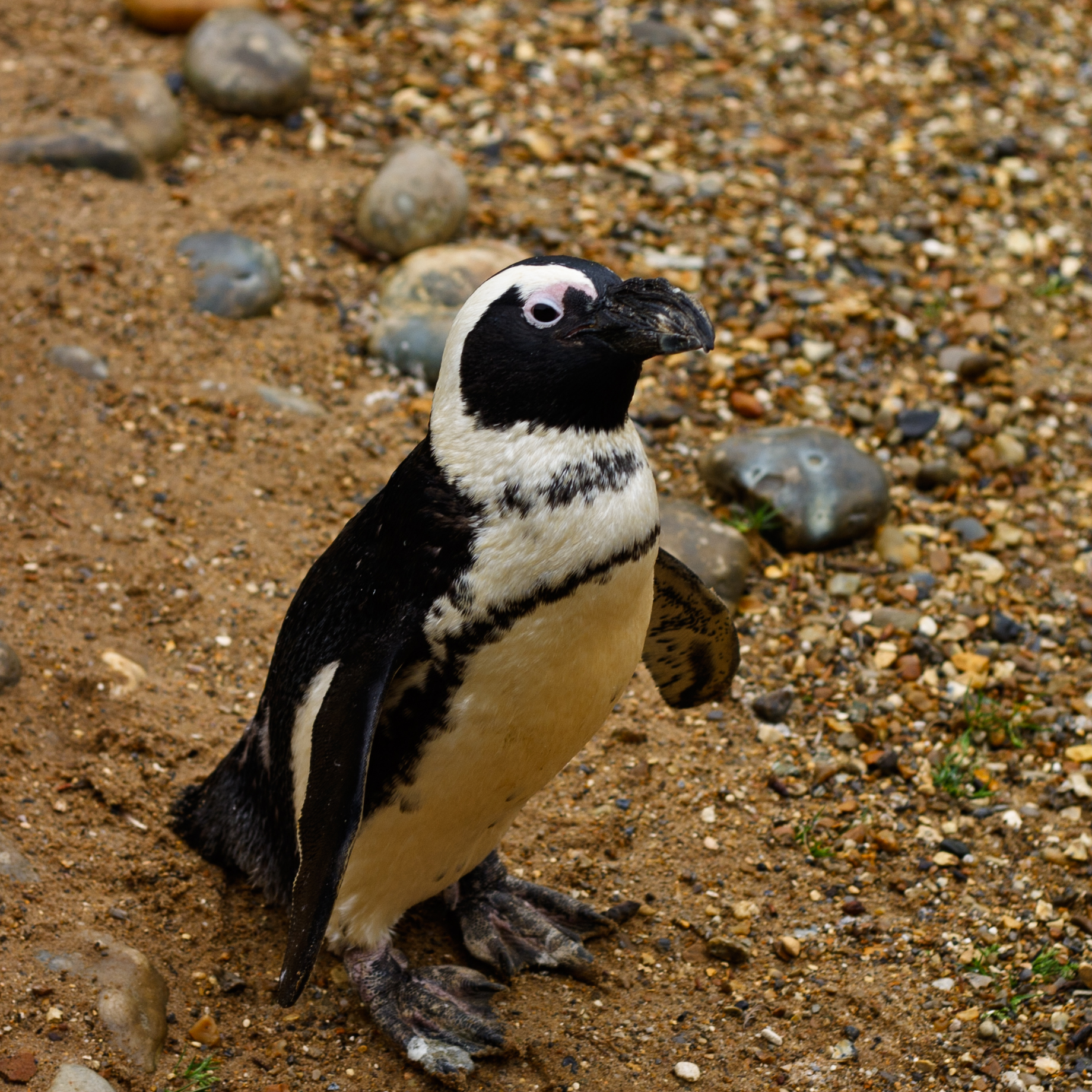
Zwartvoetpinguïn

Banham Zoo is een 20 hectare grote dierentuin in Banham, Norfolk, Engeland. Het is een onderdeel van de Zoological Society of East Anglia, een geregistreerd goed doel. De dierentuin huist meer dan 2000 dieren. Het heeft zijn deuren geopend in 1968, en is in 2013 een goed doel geworden. Het is sindsdien vaak bekroond met de prijs van Norfolk's Topattractie door verschillende organisaties, met een gemiddeld jaarlijks bezoekersaantal van 200.000 bezoekers. De Zoological Society of East Anglia is ook eigenaar van Africa Alive! in Kessingland, Suffolk, England.

## Geschiedenis
De Banham Zoo is gestart als een collectie van fazanten en papegaaien, en het is geopend voor het publiek in 1968. In 1971 kwam er een kolonie van wolapen en de dierentuin werd het "Banham Zoo and Woolly Monkey Sanctuary". Nu is er een grotere collectie van dieren, maar het heeft nog steeds een van de beste collecties van kleine apen in Europa.

## Dieren

### Zoogdieren

#### Buideldieren
- Rode reuzenkangoeroe

#### Evenhoevigen
- Giraffe
- Kameel
- Kameroenschaap
- Kunekune varken
- Lama
- Mongools schaap
- Taiwanees sikahert (Cervus nippon taioanus)

#### Knaagdieren
- Zwartstaartprairiehond

#### Onevenhoevigen
- Dwergezel
- Grévyzebra

#### Primaten
- Ateles fusciceps rufiventris
- Blauwoogmaki
- Dwergzijdeaapje
- Gouden leeuwaapje
- Goudkopleeuwaapje
- Hapalemur occidentalis
- Keizertamarin
- Pinchéaapje
- Ringstaartmaki
- Rode vari
- Roodbuikmaki
- Siamang
- Springtamarin
- Vari
- Witgezichtoeistiti
- Witgezichtsaki
- Zwart-witte franjeaap

#### Roofdieren
- Cheeta
- Geoffroykat
- Kaapse pelsrob
- Kleine panda
- Kleinklauwotter
- Manenwolf
- Siberische tijger
- Sneeuwpanter
- Sri Lankaanse panter
- Stokstaartje

### Vogels

#### Papegaaiachtigen
- Blauwgele ara
- Lori van de Blauwe Bergen
- Molukkenkaketoe
- Zonparkiet

#### Roofvogels en uilen
- Briluil
- Sneeuwuil
- Zwarte wouw

#### Watervogels
- Afrikaanse lepelaar
- Chileense flamingo
- Manengans
- Rode ibis
- Zwarthalszwaan
- Zwartvoetpinguïn

#### Overige vogels
- Emoe
- Kookaburra
- Kuifseriema
- Roodkuiftoerako
- Temmincks saterhoen
- Von der deckens tok

### Reptielen
- Baardagaam
- Koningspython
- Lampropeltis triangulum hondurensis
- Pantergekko
- Regenboogboa

### Ongewervelden
- Chileense vogelspin
- Grote agaatslak
- Krulhaarvogelspin
- Mexicaanse roodknievogelspin
- Roofwants
- Sissende kakkerlak

### Fokprogramma's
Het park neemt deel aan meerdere internationale fokprogramma's en coördineert en beheert de EEP-stamboeken voor de huzaaraap en het penseelzwijn.

## Verblijven
'Province of the Snow Cat' is een verblijf dat geopend werd in 2009 voor het paar sneeuwluipaarden. In het verblijf zijn rotsformaties en een stroompje. In 2010 zijn er drie welpen geboren.
Het Giraffe House is gebouwd en geopend ter viering van de veertigste verjaardag van de dierentuin. Sinds de opening in 2008 zijn er aantal giraffen geboren.
De Bird Garden is korte wandeling over een meanderend pad. Er zijn verscheidene volières met aan de andere kant verblijven. Die huizen verschillende vogels en kleine apen, waaronder Von der Decken's tokken, Lori's van de Blauwe Bergen, Balispreeuwen, witgezichtoeistiti's, pinchéaapjes en goudkopleeuwaapjes.
Lemur Encounters is eind 2011 geopend en bevat twee makisoorten in een ruim verblijf. Het publiek kan rond het verblijf lopen en men kan rode vari's en ringstaartmaki's zien gebruikmaken van hun ruimte.